# 君は心の妻だから
『君は心の妻だから』（きみはこころのつまだから）は、1969年11月17日 - 1970年1月2日にTBS系列「花王 愛の劇場」枠にて放送されていた日本のテレビドラマ。主演は松尾嘉代。

## キャスト
井倉阿紀
演 - 松尾嘉代
大原孝行
演 - 園井啓介
井倉北斗
演 - 斉藤信也
伊志
演 - 幾野道子
大原清兵衛
演 - 野々村潔
大原麻枝
演 - 浅茅しのぶ
その他
演 - 滝花久子

## スタッフ
- 監督 - 岩間鶴夫
- 脚本 - 橋田壽賀子

| TBS系列 花王 愛の劇場               | TBS系列 花王 愛の劇場                      | TBS系列 花王 愛の劇場                 |
| 前番組                              | 番組名                                     | 次番組                                |
| ----------------------------------- | ------------------------------------------ | ------------------------------------- |
| 古都の雨 （1969.10.6 - 1969.11.14） | 君は心の妻だから （1969.11.17 - 1970.1.2） | 新・女の絶唱 （1970.1.5 - 1970.2.27） |